# Javabarbett
Javabarbett (Psilopogon javensis) är en fågel i familjen asiatiska barbetter inom ordningen hackspettartade fåglar.

## Utseende och läte
Javabarbetten är en mycket stor asiatisk barbett med en jättelik mejselformad näbb. Fjäderdräkten är grön, med röd strupe, svart ansiktsmask och lysande gult på hjässa och i en rund fläck vid näbbroten. Sången består av serier med ihåliga "took" som vanligen avges i par.

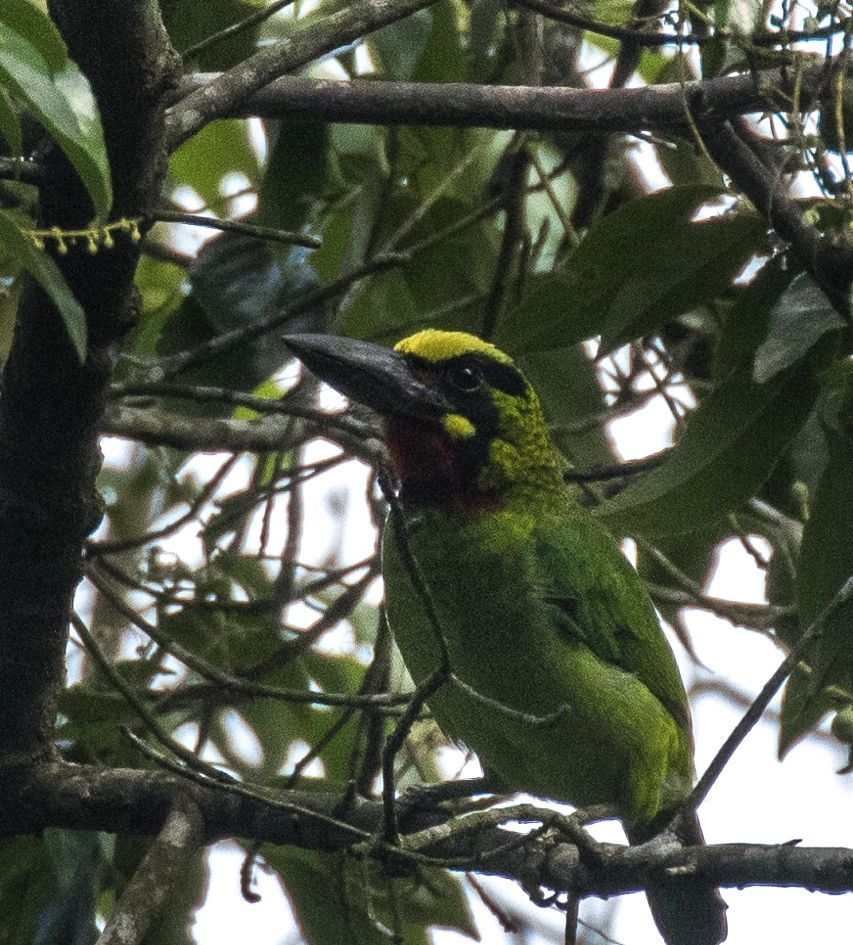

## Utbredning och systematik
Fågeln förekommer i låglandsområden på Java och Bali. Den behandlas som monotypisk, det vill säga att den inte delas in i några underarter.

### Släktestillhörighet
Arten placerades tidigare liksom de allra flesta asiatiska barbetter i släktet Megalaima, men DNA-studier visar att eldtofsbarbetten (Psilopogon pyrolophus) är en del av Megalaima. Eftersom Psilopogon har prioritet före Megalaima, det vill säga namngavs före, inkluderas numera det senare släktet i det förra.

## Levnadssätt
Javabarbetten hittas i skogsområden i lågland och förberg. Liksom andra barbetter är den ofta trög i rörelsen och svår att få syn på i trädkronorna.

## Status
Javabarbetten har ett rätt stort utbredningsområde. Den tros minska relativt kraftigt i antal till följd av habitatförlust, degradering och fångst för vidare försäljning inom den illegala burfågelindustrin, dock inte tillräckligt kraftigt för att anses vara hotad. IUCN kategoriserar arten som livskraftig.